# Der Generalmanager oder How To Sell A Tit Wonder
Der Generalmanager oder How To Sell A Tit Wonder ist ein Dokumentarfilm von Steffen Jürgens aus dem Jahre 2006, der unter anderem 2007 auf dem Filmfest München und 2008 auf dem Internationalen Filmfest Oldenburg lief und am 13. November 2008 in die deutschen Kinos kam.

## Handlung
Nach dem Tod des weltweit bekannten Busenwunders Lolo Ferrari begleiten Steffen Jürgens und Rüdiger Heinze ihren ehemaligen selbsternannten Manager Martin Baldauf beim Neuaufbau eines Ersatzbusenwunders durch ganz Deutschland, von Frankfurt über Karlsruhe bis nach Hamburg. Vom Talkshowauftritt kurz nach dem Tod Ferraris, über einen Promotiontermin mit Jürgen Drews auf der Autobahnraststätte Pforzheim, bis zur Vermessung des dann doch viel zu kleinen Busens seines neuen Stars Ashley Bond, einer Erotikdarstellerin aus England, mit einer Hundeleine beim Rechtsanwalt: Nichts ist dem ehemaligen UN-Polizisten „beim 17. Hauptquartier in Verona“, wie er nicht müde wird zu beteuern, zu primitiv.
Nach einer chaotischen Promotion-Tour durch Deutschland landen sie schließlich in Hamburg, wo sich Ashley Bond nach den gescheiterten Vermarktungsversuchen von Baldauf trennt und zurück nach England fliegt.
Der Film hatte seine Uraufführung auf der Filmschau Baden-Württemberg im Dezember 2006.

## Mitwirkende
Neben dem porträtierten Martin Baldauf, treten in dem Film unter anderem Jürgen Drews und Udo Lindenberg auf. Zu sehen ist auch Lolo Ferrari, da der Film auch aus älteren Aufnahmen besteht, die vor deren Tod entstanden sind.

## Kritiken
- „Der Generalmanager …“ ist eigentlich weniger eine klassische Dokumentation, als vielmehr eine obskur wirkende, antiheldzentrierte Real-Comedy, die dem deutschen Showbusiness der Economy-Class erfolgreich den Spiegel vorzuhalten vermag. Denn so ein Martin Baldauf agiert ja nicht einfach nur im luftleeren Raum, sondern vielmehr offeriert ihm das Unterschichtenfernsehen dankbar eine Plattform für seine hochtrabende Schaumschlägerei. Insgesamt bietet „Der Generalmanager …“ einen durchaus amüsanten Einblick in die tiefsten Niederungen des Showgeschäfts, entbehrt aber auch nicht einer gewissen Tragik in Gestalt des glücklosen Antihelden. (Splashmovies)[1]

- „Man mag kaum glauben, dass man sich in einer Dokumentation befindet, denn so einen Manager wie Martin Baldauf kann es eigentlich gar nicht geben. Denkt man. Diese Naivität, dieses Selbstbewusstsein, diese Penetranz, dieses Durchhaltevermögen. Und doch, es gibt ihn.“ (ARTE)

- „Zumindest im Genre der Pseudo-Dokumentation à la Stromberg oder Der Wald vor lauter Bäumen ist man die konstante Demütigung erbärmlicher Filmfiguren ja inzwischen gewohnt. Aber in der authentischen Welt der Dokumentation? Auch Regisseur Steffen Jürgens hat anno 2004 mit seiner schrillen Kurzfilm-Parodie Stuhlberg – Der jüngste Manager Europas schon einmal die Fremdscham spielen lassen, als er (in verzerrter Form) die Geschichte des jungen Busenwunder-Managers Martin Luigi Baldauf erzählen wollte. Damals spielte Baldauf sich selbst und Jürgens selbst Baldaufs Spiegelbild Daniel Luigi Stuhlberg. Was ereignete sich während dieser Zeit zwischen Regisseur und Forschungsobjekt – Freundschaft, Aneignung, Parasitentum? Die krawalligen Ausschnitte jenes Kurzfilms, die in Der Generalmanager noch einmal zu sehen sind, geben keinen endgültigen Aufschluß darüber. Fest steht, daß Jürgens sich noch lange nicht sattgesehen hatte an Baldauf, ihn stattdessen weitere Monate und Jahre mit der Kamera verfolgte und schnell feststellte, daß die Realität unendlich viel grausamer sein kann als jede Fiktion. Vor allem seine Kameraführung offenbart dabei einen Filmemacher, der immer tiefer in einen Strudel der Zerstörung hineingezogen wird; der einen gräßlichen Autounfall kommen sieht und nichts weiter zu tun weiß, als gnadenlos draufzuhalten.“ (Schnitt)

- „Letztlich ist „Der Generalmanager oder How to Sell a Tit Wonder“ das Dokument eines absehbaren Scheiterns, was auch für den Film selbst zutrifft. Jürgens versucht gar nicht erst, das dargestellte Milieu zu durchleuchten, sondern begnügt sich damit, den Porträtierten vor laufender Digitalkamera vorzuführen; und weil er sich zuvor nur allzu bereitwillig zum Komplizen des „Generalmanagers“ gemacht hat, kann man seinen Stil eigentlich nur zynisch nennen.“ (film-dienst)

- „Als Zuschauer verfolgt man das Spektakel mit einer eigentümlichen Mischung aus Ekel und Faszination. Es ist kaum auszuhalten, aber man entwickelt ein Bedürfnis, einen inneren Drang, dem unfassbaren Treiben zuzusehen. Der Effekt des Fremdschämens wird von den Filmemachern gekonnt bis zur Schmerzgrenze ausgereizt. Man ist fassungslos, wenn etwa in einem Mitschnitt aus der "Bärbel Schäfer"-Talkshow gezeigt wird, wie die freudestrahlende Gastgeberin mit Martin Baldauf und Lolo Ferraris Witwer, dem ehemaligen Schrotthändler Éric Vigne, gemeinsam nach einer neuen Lolo Ferrari suchen - und zwar nur drei Wochen nach Lolo Ferraris Tod. Wenn Baldauf dann später mit Vignes Hundeleine die Oberweite von Ashley Bond ausmisst. Und wenn der Schlagerproduzent von Jürgen Drews Bonds gesangliche Fähigkeiten sachkundig mit "Also, die Figur ist ein Brett" kommentiert, scheint eigentlich keine Steigerung mehr möglich, doch es geht immer weiter, gnadenlos.“ (Die Welt)

## Hintergrund
Als Steffen Jürgens Ende der 1990er Jahre bei seinen Recherchen für den Kurzspielfilm Stuhlberg – Der jüngste Manager Europas Lolo Ferrari auf ihrer Tour durch deutsche TV-Talkshows und Diskotheken begleitete, lernte er neben Jürgen Drews, der einen Gastauftritt in seinem Film hat, Lolo Ferraris deutschen Manager Martin Baldauf kennen. Im Laufe der Recherche rückte der charismatische und selbstdarstellerische Manager immer mehr in das Blickfeld des von ihm faszinierten Regisseurs, so dass es in Stuhlberg – Der jüngste Manager Europas hauptsächlich um Martin Baldauf geht, der in dem Film von Steffen Jürgens dargestellt wird und Daniel Luigi Stuhlberg heißt. Lolo Ferrari spielt nur eine Nebenrolle. Martin Baldauf selbst hat einen kleinen Gastauftritt. Steffen Jürgens interessierte sich danach weiter für Martin Baldauf. Nach dem Tod von Lolo Ferrari begleitete und filmte Steffen Jürgens – einige Male zusammen mit dem Filmproduzenten Rüdiger Heinze – Martin Baldauf über mehrere Wochen und Monate in Deutschland und Tschechien, wo er heute lebt und arbeitet. Aus den Videoaufnahmen entstand dann der Dokumentarfilm Der Generalmanager oder How To Sell A Tit Wonder.

## Trivia
- Auf der DVD-Veröffentlichung des Filmes ist auch der Kurzspielfilm Stuhlberg – Der jüngste Manager Europas enthalten.